# Ипотечни облигации
Ипотечните облигации са ценни книги, емитирани от банкова институция, обезпечени с портфейла от ипотечни заеми, отпуснати от банката. Според българското законодателство, ипотечни облигации могат да бъдат издавани само от банки, затова същите не трябва да се бъркат с облигациите, издадени от дружество със специална инвестиционна цел, инвестиращо в недвижими имоти.
За да възвърне паричните средства, дадени на физически и юридически лица за покупка на недвижимо имущество с цел нови капиталовложения, банката въз основа на правото на законна ипотека върху закупените имоти емитира ипотечни облигации. При продажбата им тя на практика получава суми, почти равни с дадените по кредитите.
Всяка емисия отговаря на определени групи ипотекирани имоти, което обстоятелство подлежи на вписване. При невъзможност на заемополучателя да плаща вноските по кредита, а оттам – и на банката да плаща по облигационния заем, при принудително изпълнение при продажбата на ипотекираните имоти с предимство се ползват титулярите на ипотечни облигации, обезпечени със съответните имоти.

## Характеристика
Ипотечните облигации са обезпечени с вземанията, произтичащи от ипотечни заеми отпуснати на клиентите на финансовата институция.
Емитирането на ипотечни облигации е форма на секюритизация на тези вземания, имащо за цел ефективното прехвърляне на риска и доходността на вземанията по ипотеки към инвеститорите (купувачите на ипотечни облигации).

## Видове ипотечни облигации
В световната практика съществуват два основни вида ипотечни облигации:
- „Неделими облигации“ (на английски: Pass through securities) – са ипотечни облигации, при които погашенията по ипотечните заеми на кредитополучателите, след удържане на комисиона за обслужване, се насочват пропорционално pro rata към инвеститорите съобразно броя ипотечни облигации, който притежават.
- „Облигации разделени на траншове“ (ОРТ) – (на английски: Collateralized Mortgage Obligations – CMOs, Planned Amortization Class – PAC, Principal only/PO - Interest only/IO и др.) – са ипотечни облигации, при които от общия поток на погашенията по ипотечни заеми се обособяват т.нар. траншове. Всеки транш получава кредитен рейтинг от агенция за кредтни рейтинги (като Стандард енд Пуърс, въз основа на финансови модели за оценка на риска и корелацията между всички ипотеки в ОРТ. В периода 2003 – 2008 ОРТ се състоят предимно от некачествени ипотеки (subprime mortgages). На базата на моделите за оценка на риска ОРТ се подразделят предимно на траншове с оценка с най-нискорисковата оценка (ААА). Тези кредитни рейтинги се базират на наличните статистически данни, според които по-малко от 5% от некачествените ипотеки стигат до неизпълнение. При допусканията, че този процент ще се запази, по-голяма част от ОРТ получават ААА рейтинг. Траншовете се предлагат на инвеститори с различни предпочитания относно съотношениято риск/възвръщаемост на своите инвестиции.

В други случаи траншовете могат да бъдат обособени въз основа не на кредитния рейтинг, а на вероятността от предплащане на заемите групирани в конкретния транш (при PAC) или характера на погашението по заема – главница или лихва (при PO и IO траншовете).

## Пазар в България
Пионер на българския пазар на ипотечни облигации е Българо-американската кредитна банка (БАКБ), която през август 2001 г. издава първата емисия ипотечни облигации с номинал 3.3 млн. евро. Към месец септември 2007 г. на пода на Българската фондова борса – София (БФБ) са регистрирани за търговия 12 емисии ипотечни облигации, издадени от 7 банкови институции с общ номинал над 137 млн. евро. Освен борсово регистрираните ипотечни облигации, в страната се търгуват и редица емисии, издадени при условията на частно пласиране. Към момента на българския капиталов пазар се предлагат единствено ипотечни облигации от типа Pass through.